# Scopula limnica
Scopula limnica là một loài bướm đêm trong họ Geometridae.